# ناو روسی روسیا
ناو روسی روسیا (به انگلیسی: Russian cruiser Rossia) یک کشتی بود که طول آن ۴۸۵ فوت (۱۴۷٫۸ متر) بود. این کشتی در سال ۱۸۹۶ ساخته شد.